# Стратус, Триш
Патриша Энн Стратиджис (англ. Patricia Anne Stratigias, род. 18 декабря 1975, Торонто) — канадская женщина-рестлер, модель и актриса, более известная как Триш Стра́тус (англ. Trish Stratus). В настоящее время она выступает в WWE на бренде Raw.
Начав свою карьеру в качестве фитнес-модели, Стратус начала работать в World Wrestling Federation (WWF). В начале своей карьеры она в основном участвовала в сюжетных линиях на сексуальную тему, таких как управление командой T & A (Тест и Альберт сленговое выражение, сокращённое от англ. Tits and Ass, в переводе с англ. — «Сиськи и жопа»), и сюжетный роман с Мистером Макмэном. По мере того как Стратус проводила всё больше времени на ринге, её борцовские навыки укреплялись, а популярность росла. Благодаря этому она семь раз становилась чемпионом WWE среди женщин, один раз хардкорным чемпионом WWE, трижды называлась «WWE Babe of the Year», а также была названа «Дивой десятилетия». После почти семи лет в рестлинге, Стратус закончила карьеру 17 сентября 2006 года на шоу Unforgiven, выиграв свой рекордный седьмой женский чемпионский титул WWE. В 2023 году Стратус участвовала в матче на WrestleMania 39, в котором она, Лита и Бекки Линч одержали победу, после чего она вернулась в компанию как полноправный член ростера.
Кроме карьеры в рестлинге, Стратус снималась для обложек журналов, участвовала в реалити-шоу, а также занимается благотворительностью. В 2008 году снялась в собственном шоу «Стратусфера», где выступила в роли ведущей. По ходу программы, Стратус путешествовала по разным странам мира, и знакомила зрителей с обычаями тех или иных народов.
В 2013 году Триш Стратус введена в Зал славы WWE. В 2021 году WWE назвала Стратус величайшей женщиной-суперзвездой всех времён.

## Ранняя жизнь
Стратиджиас родилась в Торонто, Онтарио, Канада, окончив среднюю школу Бэйвью в Ричмонд-Хилле. После школы, она поступила в Йоркский университет, где изучала биологию и кинезиологию, играя в футбол и хоккей на траве, параллельно учёбе. В связи с забастовками учителей в 1997 году, Стратиджиас была вынуждена изменить свои планы. Она работала администратором в местном тренажёрном зале, когда её заметил редактор канадского фитнес-журнала «MuscleMag International», предложив ей провести пробную фотосъёмку для журнала. Позже, она появилась на обложке майского номера 1998 года и подписала двухлетний контракт. В течение следующих шести месяцев, Стратиджиас продолжала совершенствовать своё тело, появляясь на обложках множества журналов. В этот период, она работала ведущей ток-шоу «Борьба в прямом эфире» на канадском спортивном радио.
В детстве, Стратиджиас стала поклонницей профессионального рестлинга, симпатизируя таким рестлерам, как Халк Хоган и Рэнди Сэвидж. Её работа в качестве фитнес-модели, привлекла внимание World Wrestling Federation (WWF). В ноябре 1999 года, подписав многолетний контракт с компанией, она приступила к тренировкам под руководством Рона Хатчинсона, в гимнастическом зале «Салли», в Торонто.

## Карьера в рестлинге

### World Wrestling Federation / Entertainment

#### Дебют и менеджер команды «T & A» (2000—2001)

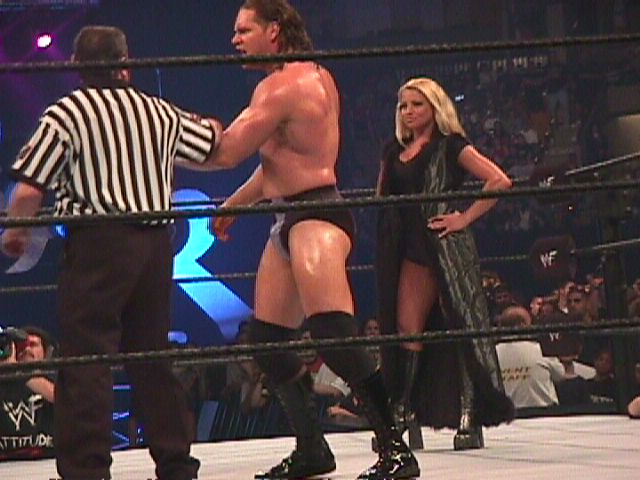
Стратус как менеджер «T & A» и Вала Вениса.

Дебют в WWE, Стратигиас совершила 19 марта 2000 года на PPV «Sunday Night Heat» под именем Триш Стратус. Триш выполняла функцию валета команды «T & A» (Тест и Альберт), а после стала менеджером Вала Вениса. 20 июня, Стратус вместе с T & A провела бой против Братьев Харди и Литы, в котором победили первые. Фьюд с Литой затянулся на несколько эпизодов, и закончился победой Триш на Raw. После нескольких безуспешных попыток завоевать чемпионский титул, Стратус прекратила свой союз с T & A.
В начале 2001 года, Стратус стала встречаться с Винсом Макмэном. Против таких отношений выступила дочь Винса — Стефани, что привело к матчу на No Way Out между Триш и Стефани. Победить Стефани помог Стивен Ригал. Во время командного боя, где Триш в команде с Винсом дралась против Стефани и Ригала, Макмэн заявил, что устал от Триш, и все обратились против Стратус. На Рестлмании 17, во время боя Винса с его сыном Шейном, Стратус неожиданно даёт Винсу пощёчину, автоматически став фейсом.

#### Чемпионка среди женщин (2001—2003)

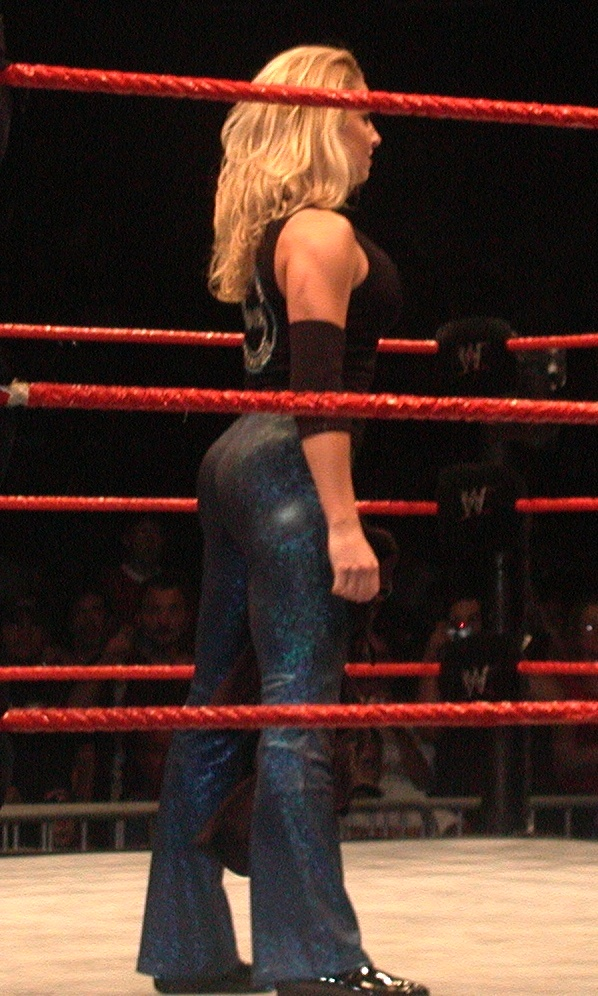
Стратус на ринге

После своего фейс-тёрна Стратус стала редко появляться в WWE. Вместе с Литой, у них был фьюд против Торри Уилсон и Стэйси Кейблер. Из-за травмы лодыжки, Стратус пропустила три месяца выступлений. После она вернулась и начала роман с Джеффом Харди, а в ноябре, на Survivor Series выиграла титул чемпионки WWE. На Royal Rumble Триш защитила титул, но после матча её атаковала Джаз. На Raw 4 февраля Триш проиграла титул Джаз. Стратус терпит поражения, в том числе и на Рестлмании в своём родном городе — Торонто, однако 6 мая выигрывает титул «Хардкор — чемпиона», удержав Краша Холли, после того как Бубба Рэй Дадли ударил его по голове мусорным баком. Проиграла титул Стивену Ричардсону.
23 июня выигрывает титул, но проигрывает его Молли Холли на King of the Ring. Их фьюд продолжался в течение трёх месяцев. Вскоре, Стратус начала фьюд с Викторией, которая утверждала, что Стратус предала её во время их работы фитнес-моделями. 17 марта 2003, Ричардсон и Виктория побеждают Стратус и Джаз. После их матча, Джефф Харди помогает Триш отбиться от победителей, за что Стратус благодарит его поцелуем.
На следующей Рестлмании, Стратус побеждает Викторию и Джаз и становится новой обладательницей титула WWE среди женщин. Через какое-то время, объединяется с Гейл Ким, но вскоре та вступает в союз с Молли Холли. Дуэту удаётся победить Стратус, но они проигрывают ей, в том числе и на «Unforgiven», после возвращения и объединения с Литой.

#### Союз и вражда с Литой (2003—2005)
На Raw от 10 ноября, Стратус стала встречаться с Крисом Джерико, после того, как согласилась пойти с ним на свидание. После они участвуют в нескольких командных матчах. В скором времени, Кристиан и Джерико объединяются в команду, и начинают встречаться со Стратус и Литой (Джерико со Стратус, Кристиан с Литой соответственно). На Raw от 1 декабря, Стратус и Лита выясняли отношения с Джерико и Кристианом, что закончилось началом фьюда между ними и матчем на «Армагеддоне», в результате которого победили мужчины. Однако отношения Джерико и Стратус продолжились. На Рестлмании 20, Стратус предаёт Джерико, начав отношения с Кристианом. Поводом для этого стало то, что Кристиан, по мнению Стратус, был настоящим мужчиной. Пара враждовала с Джерико в течение нескольких месяцев. Фьюд был закончен в матче на Backlash. Вскоре они объединились в команду с Тайсоном Томко.
13 июня на «Bad Blood» Стратус в пятый раз стала чемпионкой, но выбыла из строя, по причине травмы руки. Вернувшись через месяц, 6 декабря проиграла титул Лите, в мэйн-ивенте Raw. Это был первый раз, когда в мейн-ивенте Raw сразились женщины. В 2004 году, начала фьюд с победительницей «WWE Поиск Див» — Кристи Хемме. Хемме снялась для обложки Playboy, которую продемонстрировала на Raw, однако Стратус появилась на демонстрации, и нелестно высказалась насчёт этой фотосъёмки. Разъярённая Хемме даёт Стратус пощёчину, в отместку Триш атакует Хемме «Чик Киком». Сегмент закончился тем, что Стратус написала краской слово «Шлюха», прямо на спине Кристи. Позже, на следующую Рестлманию назначается матч между ними за титул чемпионки. Через какое-то время, Стратус узнаёт, что к бою, Кристи готовит её старая противница — Лита. На Рестлмании 21, Стратус побеждает Кристи и защищает свой титул.

#### Фьюд с Микки Джеймс; конец карьеры (2005—2006)
Странные отношения между Микки Джеймс и Стратус начались на New Year's Revolution, в титульном матче, победу в котором одержала Стратус. Несмотря на поражение, Джеймс «влюбилась» в Стратус, что доставляло Триш некоторые неудобства. 18 марта на «Главном Событии», Стратус и Джеймс примиряются для победы над Викторией и Кэндис Мишель, однако Джеймс напала на Стратус после матча. На WrestleMania 22, Стратус проигрывает свой титул Джеймс. В матче-реванше на «Бэклэш», Стратус получает травму, и не выступает в течение шести месяцев, однако продолжает появляться на телевидении. Стратус возвращается и начинает встречаться с Карлито, который спас её от нападения со стороны Мелины и Джонни Найтро. После начинают небольшой фьюд с Литой и Эджем. После некоторого количества фьюдов, 17 сентября на Unforgiven, в своём родном городе Торонто, Стратус побеждает Литу и выигрывает титул чемпионки в седьмой раз. После этого матча, Стратус заканчивает карьеру рестлера.

#### Различные появления; Зал Славы WWE (2007—настоящее время)

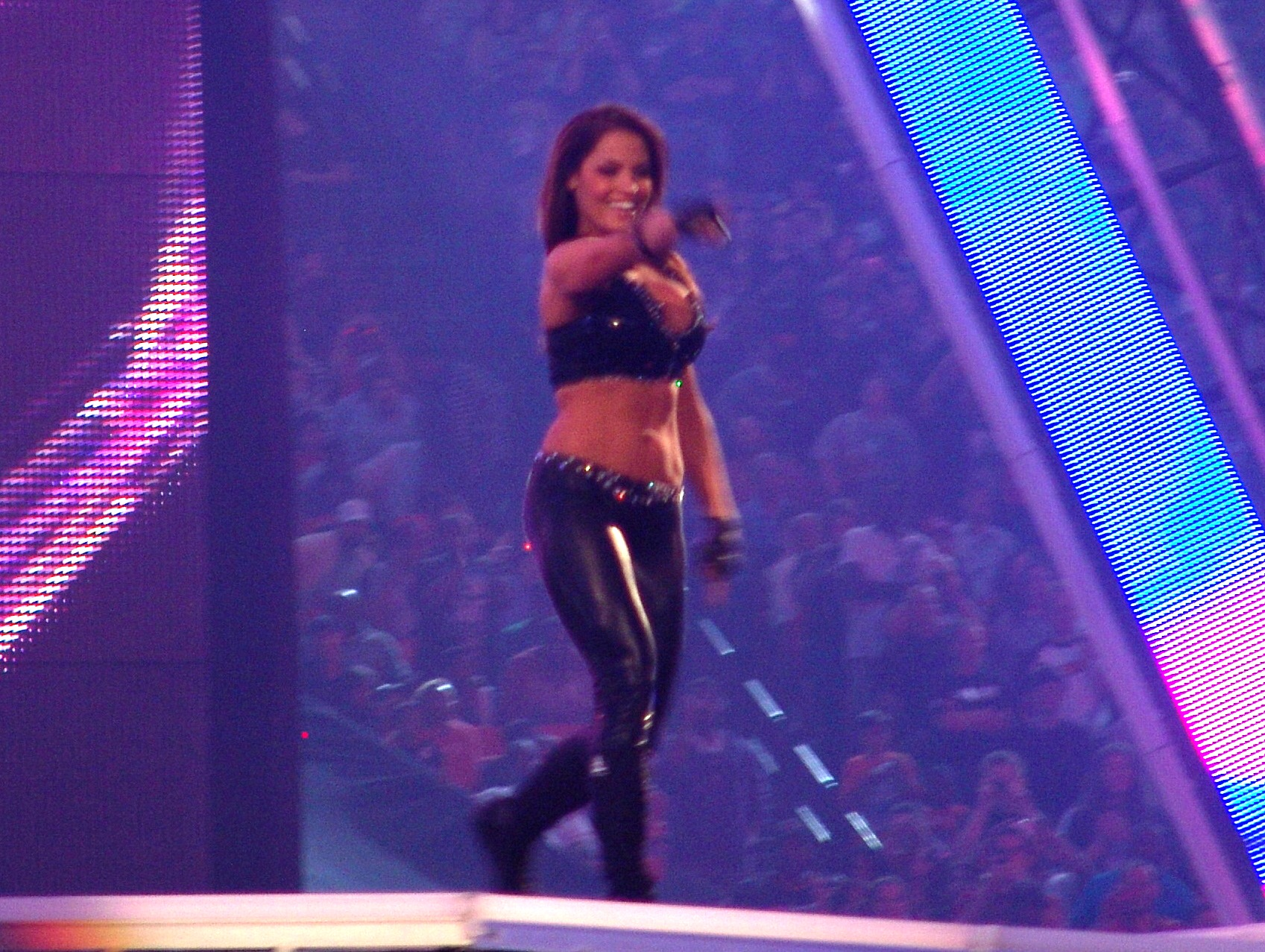
Стратус на Рестлмании.

Стратус и Лита появляются на Raw от 10 декабря 2007 года, а также на Raw в Торонто от 5 мая. 22 декабря 2008 года, вновь появляется на Raw в качестве сокомандницы Джона Сины против Гламареллы. А 14 сентября 2009 вместе с MVP и Марком Генри победили Криса Джерико, Бет Феникс и Биг Шоу. На Elimination Chamber помогла Келли Kелли отбиться от Лей-Кул. На RAW от 14 января в качестве приглашённой звезды появилась Николь «Снуки» Полицци. Между ней и Викки Герреро произошёл конфликт за кулисами. Вечером того же дня Викки победила Стратус при помощи ЛэйКул (Мишель Маккул и Лейла). Наблюдавшая за матчем Снуки решила вмешаться, спровоцировав Маккул. Между ЛейКул и Триш со Снуки завязалась драка. В конце концов, Викки Герреро предложила матч на Рестлмании по правилам смешанного командного матча. В нём должны были принять участие с одной стороны ЛейКул и Дольф Зигглер, и с другой — Джон Моррисон, Снуки и Триш Стратус. Вызов команда Снуки приняла, и в конце концов они победили в матче.
28 января 2013 года, стало известно, что Триш Стратус будет введена в Зал Славы WWE перед Рестлманией. Стратус была введена в Зал Славы Стефани Макмэн. Стратус также появилась на церемонии «Зал Славы 2014», где ввела Литу в Зал Славы.

## Наследие

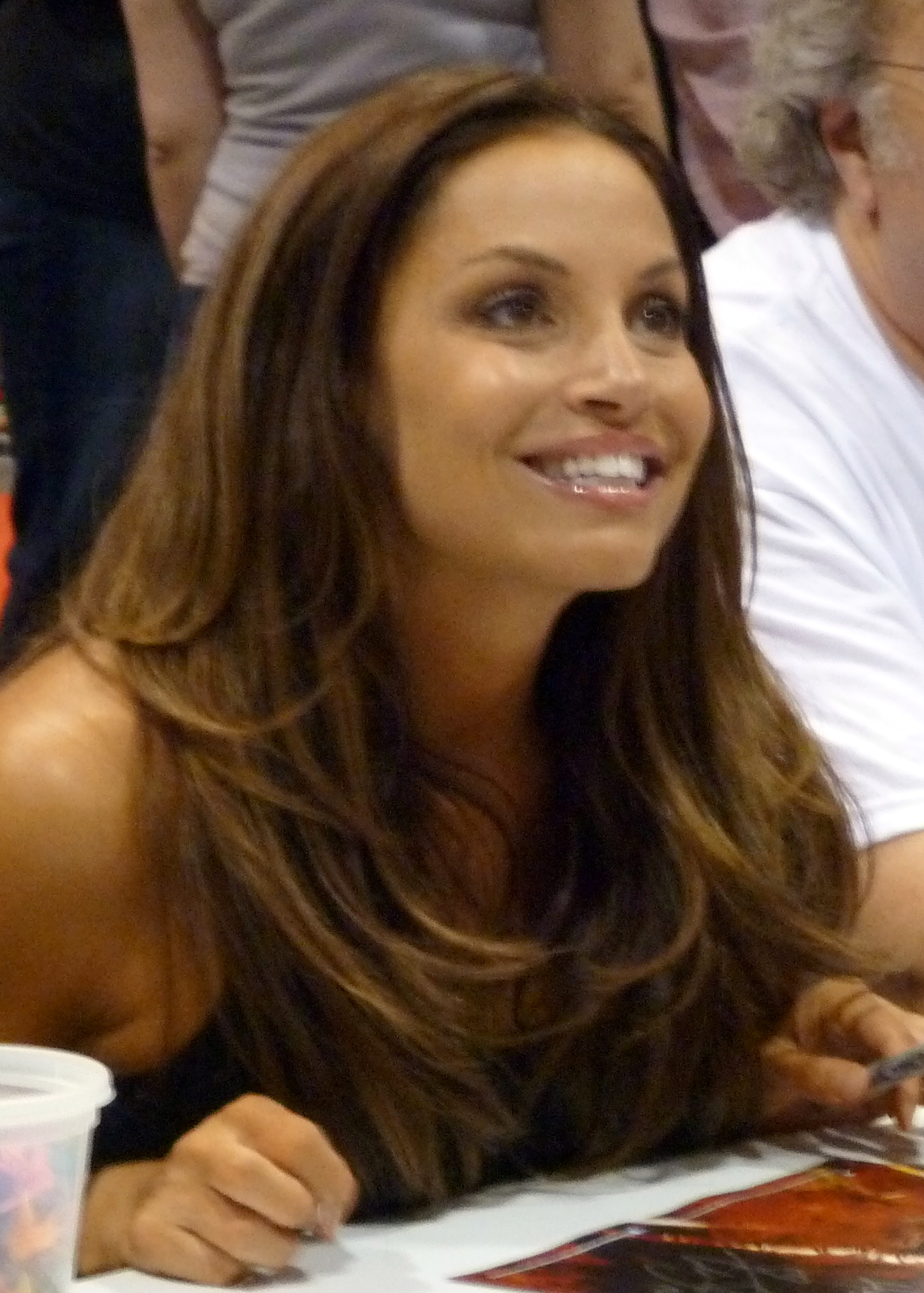
Стратус в 2008 году

Стратус широко известна как величайшая женщина-суперзвезда своего поколения, в отдельных случаях — как величайшая женщина-рестлер всех времён. Множество женщин-рестлеров упоминали её в качестве своего «примера для подражания», среди них: Алекса Блисс, Бэйли, Кармелла, Деонна Пураццо, Эмма, Келли Kелли, Киа Стивенс, Лейла Грей, Мэнди Роуз, Мария Канеллис, Мелина Перес, Мишель Маккул, Наталья, Роза Мендес, Сантана Гарретт, Саша Бэнкс, Шазза Маккензи и Тэрин Тэррелл.
В 2020 году, в одном из сентябрьских выпусков Raw, Мэнди Роуз отдала дань уважения Стратус, появившись на шоу в розовом костюме: в аналогичной одежде, Стратус выступала в начале 2000-х. Позже, Мэнди Роуз называла Триш Стратус своим образцом для подражания. «Она всегда была моим источником вдохновения и остаётся им по сей день» — подытожила Роуз. Зелина Вега утверждала, что Стратус и Лита вдохновили её стать профессиональным рестлером. Вражда Стратус и Микки Джеймс 2006 года, послужил источником вдохновения для соперничества Саши Бэнкс и Бэйли. Бэнкс упоминала Стратус как единственного исполнителя из прошлого, с которым она сильнее всего хочет встретиться на ринге: «Это будет Триш Стратус, потому, что она была просто лучшей в женском дивизионе своего времени. Она была просто лучшей, она была красивой, она была спортивной, и она сделала это и вдохновила меня». Джерри Лоулер называл Стратус своей любимой женщиной-суперзвездой всех времён. Букер Ти в одном интервью назвал Стратус «лучшей женщиной-рестлером всех времён», добавив, что «она была той, кто ломал барьер, гораздо сильнее, чем любая другая женщина в списке».

## Личная жизнь
Стратиджиас греческого и польского происхождения. Она старшая дочь Джона и Элис Стратиджиас, а также у неё есть младшие сёстры по имени Кристи и Мелисса. 30 сентября, Патриция вышла замуж за своего школьного друга — Рона Физико, с которым она встречалась четырнадцать лет. Несколько Див WWE присутствовали на свадьбе. Вместе с мужем, они снялись для обложки журнала «Today’s Bride». Получив приглашение на участие в реалити-шоу «Armed & Famous», Стратус выбрала съёмки, вместо своего «медового месяца».
На церемонии «Зал Славы WWE 2013», Стратус объявила о своей беременности. 30 сентября 2013 года Патриция родила своего первого ребёнка — сына Максимуса. В 2017 году Стратиджиас родила дочь по имени Мэдисон. Крёстной её сына является Эми «Лита» Дюма.
Стратиджиас активно занимается благотворительностью. Она сотрудничала со многими благотворительными организациями, в частности «Дом Рональда Макдональда», программа «Dreams Take Flight» и «Специальная Олимпиада». С 2001 года, она была представителем Всемирной ассоциации естественных видов спорта. 29 марта 2008 года, она участвовала в серии островных соревнований в составе эстафетной команды знаменитостей, чтобы помочь собрать деньги для организации «Dignitas International».
19 сентября 2022 года, Стратус сообщила, что она перенесла операцию по удалению аппендикса.

## Титулы и достижения
- The Baltimore Sun
  - Лучшая женщина-рестлер десятилетия (2010)[64]
- Cauliflower Alley Club
  - Премия имени Железного Майка Мазурки (2016)
- Fighting Spirit Magazine
  - Премия Double X (2006)
  - Премия Three Degrees (2006)
- George Tragos/Lou Thesz Professional Wrestling Hall of Fame
  - Премия Лу Тесза (2020)[65]
- Книга рекордов Гиннесса
  - Мировой рекорд: Наибольшее количество женских чемпионств WWE (7 раз)[66]
- Ontario Sports Hall of Fame
  - Награда за общественную работу Сэнди Хоули (2017)
- Pro Wrestling Illustrated
  - Женщина года (2002, 2003, 2005, 2006)
  - Женщина десятилетия (2000—2009)
- World Wrestling Federation / Entertainment / WWE
  - Хардкорный чемпион WWE (1 time)
  - Чемпион WWE среди женщин (7 times)
  - Зал славы WWE (2013)
  - Детка года (2001—2003)
  - Дива десятилетия (2003)
  - Заняла первое место в списке 50 величайших женщин-суперзвезд WWE всех времён (2021)[67]
- Wrestling Observer Newsletter
  - Худший матч года (2002) Брэдшоу против Кристофера Новински и Джеки Гэйда на Raw 7 июля